# Марупский край
Ма́рупский край (латыш. Mārupes novads) — административно-территориальная единица в центральной части Латвии. Край состоит из 3 волостей и города Марупе, который является центром края. Граничит с городами Рига и Юрмала, а также с Елгавским, Олайнским и Тукумским краями. 

## История
Край был образован 1 июля 2009 года из части Рижского района. Первоначально внутреннее деление края на волости отсутствовало. Площадь края составляла 103,91 км².
В ходе административно-территориальной реформы Латвии 2021 года к краю были присоединены 2 волости упразднённого Бабитского края, бывшая территория края была преобразована в Марупскую волость, а село Марупе с 1 июля 2022 года преобразовано в город и выделено в отдельную административно-территориальную единицу.

## Население
Население на 1 января 2010 года составляло 15 130 человек, а на 1 января 2017 население увеличилось до 19 955 человек. А 1 января 2023 года население составило 36 129 человек.

### Национальный состав
Национальный состав населения края по итогам переписи населения Латвии 2011 года и 2021 годах:
| Национальность | Численность, чел. (2011) | %        |
| -------------- | ------------------------ | -------- |
| Латыши         | 11 471                   | 71,92 %  |
| Русские        | 3183                     | 19,96 %  |
| Белорусы       | 364                      | 2,28 %   |
| Украинцы       | 316                      | 1,98 %   |
| Поляки         | 188                      | 1,18 %   |
| Литовцы        | 112                      | 0,70 %   |
| Другие         | 316                      | 1,98 %   |
| всего          | 15 950                   | 100,00 % |

| Национальность | Численность, чел. (2023) | %        |
| -------------- | ------------------------ | -------- |
| Латыши         | 25 246                   | 70,00 %  |
| Русские        | 6 410                    | 17,8 %   |
| Белорусы       | 650                      | 1,8 %    |
| Украинцы       | 833                      | 2,3 %    |
| Поляки         | 386                      | 1,1 %    |
| Литовцы        | 235                      | 0,7 %    |
| Другие         | 2 306                    | 6,4 %    |
| всего          | 36 066                   | 100,00 % |

## Территориальное деление
- Бабитская волость (латыш. Bābites pagasts)
- город Марупе (латыш. Mārupes pilsēta)[2][комментарий 1]
- Марупская волость (латыш. Mārupes pagasts)
- Салская волость (латыш. Salas pagasts)

## Транспорт
На территории края расположен международный аэропорт «Рига».
Автобусы
- 7: ул. Абренес — Стипниеки
- 10: ул. Абренес — ул. Бруклену — Яунмарупе
- 22: ул. Абренес — аэропорт «Рига»
- 25: ул. Абренес — Марупе
- 43: ул. Абренес — Скулте
- 55: ул. Абренес — Яунмарупе

Маршрутное такси
- 5139: Рига — Тирайне — Гайсмас
- 5433: Рига — Яунмарупе
- 5435: Рига — Марупе

Железная дорога
- Остановочный пункт Тирайне на электрифицированной линии Рига — Елгава.